# 環境教育等による環境保全の取組の促進に関する法律
環境教育等による環境保全の取組の促進に関する法律（かんきょうきょういくとうによるかんきょうほぜんのとりくみのそくしんにかんするほうりつ、平成15年7月25日法律第130号）は、持続可能な社会を作っていくために、健全で恵み豊かな環境を維持し、現在および将来の国民の健康で文化的な生活の確保に寄与することに関する日本の法律である。略称は、環境保全活動・環境教育推進法（かんきょうほぜんかつどう・かんきょうきょういくすいしんほう）である。
2003年7月25日に公布された。

## 構成
- 第1章 総則（第1条 - 第6条）
- 第2章 基本方針等（第7条 - 第8条の3）
- 第3章 環境保全のための国民の取組の促進
  - 第1節 環境保全の意欲の増進、環境教育等の推進（第9条 - 第20条の10）
  - 第2節 協働取組の推進（第21条 - 第21条の6）
- 第4章 雑則（第22条 - 第28条）
- 附則

## 目的
健全で恵み豊かな環境を維持しつつ、環境への負荷の少ない健全な経済の発展を図りながら持続的に発展することができる社会（持続可能な社会）を構築する上で事業者、国民及びこれらの者の組織する民間の団体（国民、民間団体等）が行う環境保全活動並びにその促進のための環境保全の意欲の増進及び環境教育が重要であることにかんがみ、環境保全活動、環境保全の意欲の増進及び環境教育について、基本理念を定め、並びに国民、民間団体等、国及び地方公共団体の責務を明らかにするとともに、基本方針の策定その他の環境保全の意欲の増進及び環境教育の推進に必要な事項を定め、もって現在及び将来の国民の健康で文化的な生活の確保に寄与すること。 （第1条、一部省略）

## 内容
- 基本理念
  - 国民、民間団体等の自発的意思を尊重すること
  - 自然体験活動その他の体験活動を通じて環境の保全についての理解と関心を深めること
  - 農林水産業やその他の産業との調和、生活の安定、福祉の維持向上、文化、歴史の継承に配慮すること

- 基本方針の作成
- 学校や職場への環境教育の支援
- 人材の認定

## 主務官庁
- 環境省
- 文部科学省
- 農林水産省
- 経済産業省
- 国土交通省